# A Static Lullaby
A Static Lullaby jest post-hardcore’owym zespołem utworzonym w Chino Hills, (Kalifornia) w 2001 roku. Ich muzyka zawiera głosy typu screaming oraz melodyjny wokal.

## Historia

### Początki grupy (lata 2001 – 2002)
Grupa A Static Lullaby utworzona w 2000 zaczęła swoją działalność z wokalistą Joe Brownem, basistą Philem Pirronem, perkusistą Brettem Dinovo oraz gitarzystami: Danem Arnoldem o Nathanem Lindemanem. Swój pierwszy występ odbyli zaledwie dwa tygodnie po utworzeniu się grupy i wtedy zaczęło się robić głośno o nowym zespole, który podbijał lokalne okolice.
We wrześniu 2001 roku zespół nagrał swoją pierwszą piosenkę "Withered". Wydali ją jako demo i nagrali na płyty CD. Później nagrali kolejne dwie piosenki: "A Sip of Wine Chased With Cyanide" i "A Song for a Broken Heart" i wydali je jako dema, kiedy to w 2002 roku zespół wydał swój EP, Withered, który sprzedał się w 6000 kopiach. Po tum zespół udał się w trasę wzdłuż zachodniego wybrzeża, gdzie promowali swój EP.

### Kontrakt i dwa pierwsze albumy (lata 2002 – 2005)
Zespół podpisał kontrakt z wytwórnią Ferret Records w 2002 roku, po czym zajął się nagraniem ich pierwszego albumu nazwanego ...And Don't Forget to Breathe a następnie przez 18 miesięcy promowali swój debiutancki krążek, z takimi zespołami jak AFI, My Chemical Romance czy Brand New. Po wyczerpującej trasie podpisali kontrakt z Columbia Records i nagrali drugi album, nazwany Faso Latido. Zdobył słabe recenzje co przyczyniło się do zerwania kontraktu przez Columbia Records. W tym czasie basista i wokalista Phil Pirrone ucierpiał w poważnym wypadku samochodowym. Po wypadku zastanowił się nad swoim życiem i postanowił opuścić zespół. Założył własną wytwórnię Longhair Illuminati i zespół Casket Salesmen z gitarzystąe Nathanm Lindemanem.

### A Static Lullaby(lata 2006 – 2007)
A Static Lullaby podpisali kolejny kontrakt z Fearless Records. Poszukiwali nowych muzyków na miejsce Phila Pirrone'a i Nathana Lindemana. Po tym jak znaleźli Johna Martineza (gitarzysta) i Dane’a Poppina (basista), zespół nagrał trzeci album. Krążek nazwany tak jak zespół został przyjęty lepiej niż poprzedni album, gdyż zawierał bardziej agresywny styl, z którego zespół był znany.

### Rattlesnake!(lata 2008 – obecnie)
A Static Lullaby wydał kolejny album wyprodukowany przez Steve’a Evettsa. Zespół wydał video, w którym ogłosili, że kolejny album zostanie nazwany Rattlesnake! i został on wydany 9 września 2008 roku. Skończyli koncertować z Maylene and the Sons of Disaster, Confide, Showbread i Attack Attack! w listopadzie 2008. Zespół nagrał teledysk do covera metalcore'owej wersji piosenki Toxic nagranej przez Britney Spears.
A Static Lullaby aktualnie koncertuje z takimi zespołami jak Vanna, Asking Alexandria, Motionless in White and Tides of man, w trakcie trasy Blades of Glory Tour.

## Skład zespołu

### Aktualni członkowie
- Joe Brown – wokal (screaming) (od 2001)
- Dan Arnold – wokal ("czysty"), gitara (od 2001)
- Tyler Mahurin – perkusja (od 2007)
- Dane Poppin – gitara basowa (od 2006)

### Dawni członkowie
- Phil Pirrone – wokal, bas (2001 – 2005)
- Nate Lindeman – gitara (2001 – 2005)
- Brett Dinovo – perkusja (2001 –2006)
- Jarrod Alexander – perkusja (2001, 2006 – 2007)
- John Martinez – wokal, gitara (2006 – 2007)

## Dyskografia
| 2002                                 | Withered (EP)                  | Własne wydanie   | —   | —  | —  |
| 2003                                 | ...And Don't Forget to Breathe | Ferret Music     | —   | —  | —  |
| 2005                                 | Faso Latido                    | Columbia Records | 129 | 3  | —  |
| 2006                                 | A Static Lullaby               | Fearless Records | 173 | 3  | 16 |
| 2008                                 | Rattlesnake!                   | Fearless Records | —   | 16 | 50 |
| "—" album nie znalazł się na liście. |                                |                  |     |    |    |

## Teledyski
- 2003: Lipgloss and Letdown
- 2005: Stand Up
- 2007: Hang 'Em High
- 2008: The Art of Sharing Lovers
- 2009: Toxic